# Servicio Europeo de Acción Exterior
El Servicio Europeo de Acción Exterior (SEAE), o simplemente Servicio Exterior, es el organismo diplomático de la Comisión Europea y del Consejo encargado de ejecutar las relaciones exteriores de la Unión. Aunque su estructura y funcionamiento se desarrollan por medio de Decisiones del Consejo, está sujeto únicamente a la autoridad del vicepresidente de la Comisión Europea para Asuntos Exteriores y Política de Seguridad. Trabaja en estrecha cooperación con el resto de departamentos y agencias de la Comisión Europea y los diferentes servicios diplomáticos de los Estados miembros, a los que coordina en el exterior.
Como servicio diplomático que es, entre sus cometidos se encuentra en apoyar y asistir en el ejercicio de sus funciones al alto representante, como máximo responsable de la acción exterior de la Unión, en todos los ámbitos de su actividad. El Servicio Europeo de Acción Exterior es uno de los más grandes del mundo, solo comparable al Servicio Exterior de los Estados Unidos.
El Servicio Exterior está integrado por personal especializado procedente de los servicios competentes de la Secretaría General del Consejo, de la Comisión, y por personal diplomático procedentes de todos los servicios diplomáticos estatales de los Estados miembros, en calidad de servicios especiales. Su sede se ubica en Bruselas.

## Historia
El 25 de marzo de 2010, la entonces alta representante de la Unión para Asuntos Exteriores y Política de Seguridad, Catherine Ashton, presentó ante el Consejo un primer borrador de Decisión europea sobre el Servicio Exterior. Tras intensas negociaciones con los representantes designados por el Parlamento Europeo , los diputados Guy Verhofstadt, Elmar Brok y Roberto Gualtieri, la Cámara prestó su consentimiento y el documento final fue aprobado definitivamente por el Consejo de Asuntos Generales cuatro meses después, entrando en vigor el 16 de julio de 2010, día de su adopción.
Ashton dirigió un servicio diplomático en el que se integraron de inmediato, fusionadas, las entonces delegaciones internacionales del Consejo y de la Comisión presentes en cerca de 125 países, así como las Representaciones especiales PESC (Política Exterior y de Seguridad Común de la Unión Europea). Si bien en un primer momento el número de funcionarios destinados al Servicio Exterior se fijó en torno a los 3000, se previó que a lo largo de los cinco primeros años de despliegue de sus actividades contara con no menos de 6000 funcionarios plenamente integrados en su estructura, con una planificación de hasta 8000. El SEAE estaría llamado a ser el mayor servicio diplomático del mundo, junto con el Departamento de Estado norteamericano, por encima de ministerios como el chino o el ruso, y muy por encima de cualesquiera de los servicios exteriores de los Estados de la Unión.

## Funciones
La función principal del servicio exterior es apoyar al alto representante en el desempeño de su cargo, asistiéndole en el ejercicio de todas sus atribuciones y en todos los ámbitos de su actividad, en particular:
- en su calidad de mandatario del Consejo para la dirección y ejecución de la política exterior y de seguridad común, incluida la política común de seguridad y defensa de la Unión;
- en su calidad de vicepresidente de la Comisión Europea encargado de las relaciones exteriores del ejecutivo comunitario y de la coordinación de las políticas y atribuciones con proyección exterior de esta institución, bajo la autoridad y supervisión de su presidente;
- en su calidad de presidente del Consejo de Asuntos Exteriores, la formación del Consejo encargada de elaborar la política exterior de la Unión, atendiendo a las prioridades y objetivos estratégicos establecidas por el Consejo Europeo y aplicándolos a sus líneas de actuación política concreta, así como de velar por la coherencia global de su acción exterior, todo lo cual sin perjuicio de las funciones de la Secretaría General del Consejo;
- en sus funciones generales de coordinación, como jefe de la política exterior de la Unión en su conjunto, de la acción exterior para garantizar su cohesión, aplicación y efectividad.

No obstante, y sin alterar la prioridad de este cometido mayor, que es el que establecen los Tratados, la Decisión sobre el SEAE adoptada en 2010 por el Consejo a propuesta de la alta representante Ashton, previa consulta al Parlamento Europeo y aprobación de la Comisión, y que regula su funcionamiento, atribuye legalmente también al nuevo organismo otras funciones complementarias o extiende las enunciadas al servicio de otros altos cargos comunitarios. Todo lo cual resulta sin perjuicio de la autoridad superior que sobre el Servicio corresponde al alto representante. La Decisión reguladora del SEAE menciona en particular a las siguientes autoridades o instituciones europeas:
- el presidente del Consejo Europeo, como máximo representante exterior de la Unión en el ámbito de la política exterior y de seguridad común, al nivel de los jefes de Estado y de gobierno;
- el presidente de la Comisión, en su calidad de jefe del ejecutivo comunitario (al que pertenece el propio AR) y representante del mismo en todos los ámbitos de la acción exterior que recaen sobre su competencia (política comercial común, ayuda al desarrollo, etc.);
- la Comisión Europea en su conjunto, fundamentalmente el Colegio de Comisarios, como la institución de la Unión con capacidad decisoria, ejecutiva y de gestión en todos los ámbitos de la acción exterior que no formen parte de la política exterior y de seguridad común;
- el Parlamento Europeo, y todos los diputados que lo integran, como institución colegisladora y presupuestaria de la Unión, junto con el segundo colegislador, el Consejo de la Unión, con facultad para decidir sobre algunas cuestiones de la acción exterior, pero particularmente sobre todo el presupuesto de la Unión, incluidas las partidas de la acción exterior —salvo en el ámbito de la defensa militar—, así como depositario por excelencia de la facultad de control político sobre todas las demás instituciones de la Unión, en todos los ámbitos.

## Estructura y organización
El Servicio Europeo de Acción Exterior ordena su estructura conforme a los patrones habituales de un servicio diplomático: dispone de un conjunto de oficinas exteriores de representación que ejecutan la política exterior en los puntos donde se hallan, bajo la dirección superior de una organización política y administrativa central, que recibe información de las delegaciones, la pone en común, y elabora con base en la misma las directrices políticas y operativas, conformes a la línea general de la acción exterior diseñada por los órganos constitucionales en Bruselas. Estas directrices serán a su vez las que apliquen y pongan en marcha las embajadas comunitarias en el espacio donde operen, adecuándolas a las circunstancias especiales del mismo. Esto todo sin perjuicio de las instrucciones directas que puedan recibir desde Bruselas por sus superiores jerárquicos.
Estos dos ámbitos organizativos, el central y el periférico o exterior, difieren notablemente en sus métodos de organización, como corresponde a sus distintas funciones elementales. Sin embargo, de la adecuada conexión entre ambos y la eficacia de sus relaciones (funcionales, organizativas, jerárquicas, etc.), así como con las propias diplomacias nacionales, depende en gran medida el efectivo éxito de un servicio diplomático insólito en su ámbito, como es el SEAE.
Además de esta doble dimensión exterior-central del SEAE existe otra dialéctica no menos compleja, y es la funcional-institucional. Y es que dentro del propio SEAE conviven no solo funcionarios procedentes de distintos medios (la Comisión, el Consejo y los Estados miembros), sino que también la unicidad funcional de la organización queda ineludiblemente marcada por la complejidad institucional de la propia Unión Europea. Tres instituciones u órganos se reparten las competencias materiales en el ámbito de la acción exterior comunitaria: el Consejo, el Alto Representante y la Comisión. Si bien el llamado doble sombrero institucional del AR (jefe del SEAE) como presidente del Consejo de Asuntos Exteriores y como vicepresidente de la Comisión facilita su labor directiva y de coordinación, no es menos cierto que la política exterior de la Unión viene marcada por las políticas que deciden en sus respectivos ámbitos de competencia dos instituciones tan conexas como antitéticas: el Consejo y la Comisión. Buena prueba de ello es la capacidad que la Comisión Europea y su gran valedor, el Parlamento, arrancaron en la negociación del SEAE de que aquella pueda dirigir instrucciones directamente a los Jefes de Delegación en aquellas políticas de su exclusiva competencia (previa notificación a los servicios centrales del SEAE). Las competencias exclusivas del Consejo plantean menos problemas, ya que en casi todas ellas el AR actúa como mandatario suyo y lo representa en todo.
La gran complejidad de todo estas corrientes opuestas de poder y de todos sus matices deberán encauzarse jurídicamente a través de un arreglo o acuerdo interinstitucional del SEAE con las instituciones involucradas.

### Administración central
La administración central del Servicio Europeo de Acción Exterior es la parte de la organización interna situada en su sede central de Bruselas, y que se encarga fundamentalmente del ámbito directivo y de coordinación general de la acción exterior europea a través del SEAE, mediante la articulación de una línea política y gestión administrativa de conjunto, que habrá de ser aplicada por todas las delegaciones, así como por medio de la supervisión sobre su efectiva y uniforme aplicación por estas últimas.

#### La Secretaría General
El servicio exterior es gestionado por un secretario general ejecutivo (SGE) —actualmente la diplomática alemana Helga Schmid— que, asistido por dos secretarios generales adjuntos (SGA), es el encargado de adoptar todas las medidas necesarias para el buen funcionamiento del Servicio, incluyendo las facetas administrativa y presupuestaria. Vela por la efectiva coordinación entre todos los servicios y departamentos del SEAE, así como de las delegaciones de la Unión. El Secretario General ejecutivo actúa bajo la autoridad del Alto Representante, como los secretarios generales adjuntos actúan bajo la suya propia. El SGE define y reparte las funciones que correspondan a los SGA. Entre los tres cargos, sumados a sus propios instrumentos administrativos y servicios, conforman la Secretaría General (SG) del SEAE.
En esa línea, la SG incluye, como parte de su estructura administrativa, los siguientes servicios especiales:
- una Dirección General de asuntos administrativos, personal, presupuesto, seguridad y sistemas de comunicación e información (DGAS), también llamada Dirección de Operaciones, que se encuentra situada bajo la gestión del SGE;
- un servicio jurídico, situado asimismo bajo la autoridad administrativa del SGE.

La SG del SEAE es la responsable de garantizar la coordinación necesaria entre toda la red administrativa del SEAE, incluyendo sus direcciones generales. Deberá coordinarse, cuando sea necesario, con los servicios competentes de la Comisión Europea y con la propia Secretaría General del Consejo.

#### Las Direcciones Generales
Las direcciones generales (DGs) del SEAE son los departamentos centrales en que se estructura su organigrama, y se encuentran situadas bajo la autoridad de un director general. Todas las direcciones generales son coordinadas por la SG, bajo la autoridad del SGE. Las DGs del SEAE se pueden clasificar de la siguiente manera, de acuerdo con la Decisión sobre el SEAE:
- Las direcciones generales sectoriales, que pueden ocuparse de la llevanza y seguimiento bien de secciones geográficas concretas, que en cualquier caso deberán cubrir todos los países y regiones del mundo, bien de secciones temáticas multilaterales. Todas ellas deberán coordinarse en el seno de la SG, así como con las respectivas direcciones generales competentes en política exterior en el ámbito del Consejo y de la Comisión.
- Una serie de direcciones generales horizontales, o de ámbito transversal, que gestionan o coordinan aspectos de la acción exterior que afectan a todas las ramas de la misma. Su adscripción o sujeción orgánica puede estar especialmente sujeta a un órgano político o administrativo concreto, o sujetarse al régimen general que rige sobre las DGs sectoriales. Podría hablarse de las siguientes:
  - la DG de Asuntos Administrativos, personal... (la antedicha DGAS o Dirección de Operaciones), sometida a la gestión del propio SGE;
  - la DG de Presupuesto y Administración, directamente responsable ante el AR de la gestión administrativa y presupuestaria interna del SEAE;
  - el servicio de planificación política estratégica;
  - el servicio jurídico, bajo la autoridad administrativa del SGE;
  - los servicios de relaciones interinstitucionales, información y diplomacia pública, auditoría e inspecciones internas, y protección de los datos personales.
- El conjunto de departamentos especiales que se encuadran exclusivamente en el ámbito de la política exterior y de seguridad común, o que se encuentran directamente relacionados, en mayor o menor grado, con la política común de seguridad y defensa, o bien que, por sus características peculiares, se encuentran sujetos a normas y procedimientos especiales, a saber:
  - la Dirección General de Planificación de la Gestión de Crisis (DGC);
  - la Capacidad Civil de Planeamiento y Ejecución;
  - el Estado Mayor de la Unión Europea;
  - el Centro de Situación de la Unión Europea (centro de análisis conjunto de inteligencia).

#### Sede
La ubicación virtual del SEAE se encuentra en la ciudad de Bruselas, si bien por el momento no existe como tal sede única, sino que se encuentra dispersa a lo largo de las distintas oficinas y servicios que se han de integrar en el servicio exterior, a la espera de una decisión definitiva. Las posibilidades más señaladas habitualmente son el Edificio Triángulo y el Edificio Lex (perteneciente al Consejo) y el Edificio Charlemagne (actual sede de la DG de Relaciones Exteriores de la Comisión), ubicadas todas en el barrio europeo de Bruselas. Recientemente ha sido apuntado el Edificio Triángulo como el más probable, dadas las dificultades para traspasar el Edificio Lex y el reducido tamaño del Edificio Charlemagne.

### Delegaciones exteriores
Las delegaciones de la Unión son las embajadas u oficinas diplomáticas que representan a la Unión Europea como tal ante el resto del mundo, en particular ante terceros países y organizaciones internacionales. Son misiones diplomáticas que se integran en la administración exterior del Servicio Europeo de Acción Exterior, bajo la suprema autoridad del Alto Representante, y deben procurar una estrecha cooperación con las misiones diplomáticas de los Estados miembros con el fin de coordinar la acción diplomática conjunta de la Unión con sus Estados. El Alto Representante oficiará las gestiones necesarias con el país anfitrión u organización internacional concernida colaboren adecuadamente con las delegaciones, y en particular le otorguen los privilegios e inmunidades diplomáticas necesarias para ejercer su función conforme con los preceptos del Convenio de Viena sobre relaciones diplomáticas.

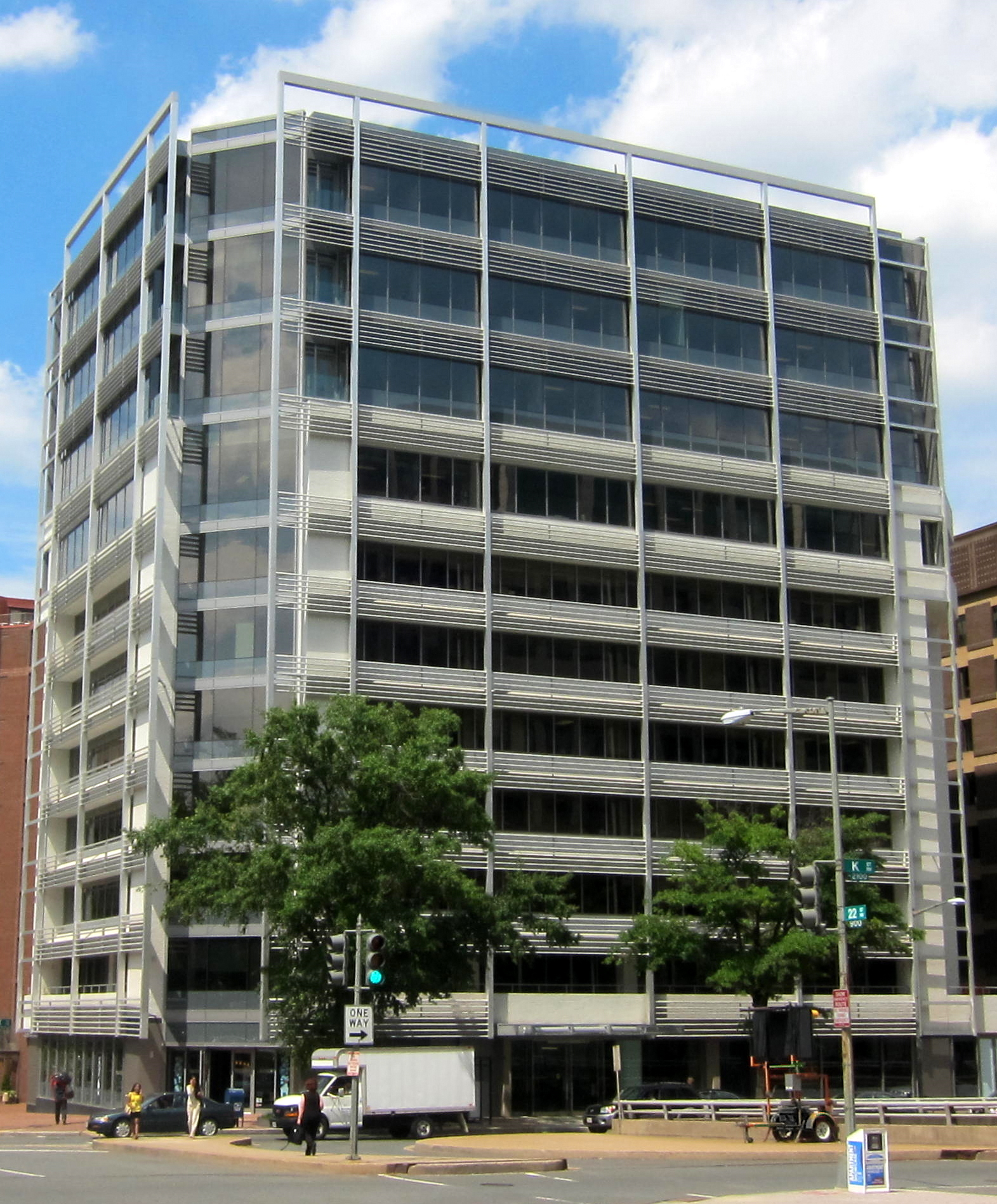
Embajada de la UE en Washington D. C.

La labor de las delegaciones está sujeta a la evaluación periódica del Secretario General ejecutivo del SEAE, lo que incluye su capacidad para ordenar auditorías administrativas o financieras, contando con la asistencia del personal de la Comisión y de la Oficina Europea contra el Fraude (OLAF), aplicando las medidas del Reglamento financiero. Las delegaciones prestarán la asistencia necesaria a todas las instituciones de la Unión en sus relaciones exteriores, en particular a los miembros del Parlamento Europeo. Asimismo deben colaborar estrechamente con las embajadas de los Estados de la Unión en su misma demarcación, compartirán colectivamente información, procurarán por la coordinación de sus posturas, y, a petición de sus gobiernos nacionales, les ayudarán en sus relaciones diplomáticas y en sus funciones de asistencia consular a los ciudadanos de la Unión.
El personal de las delegaciones consta del personal del SEAE, más de personal de la Comisión cuando resulte apropiado en el ámbito de la política presupuestaria y demás políticas de la Unión que sean competencia del colegio de comisarios.
La decisión de abrir o cerrar una embajada europea será adoptada por el Alto Representante, de común acuerdo con el Consejo y la Comisión Europea.

#### Los embajadores de la Unión Europea
Al frente de cada embajada o delegación se encuentra un jefe de Delegación, con rango de embajador. El embajador ejercerá su autoridad sobre todo el personal de la Delegación y respecto de todas sus actividades, por lo que es asimismo responsable de toda la Delegación y de su gestión global ante el Alto Representante, de quien recibe instrucciones. Cuando la Comisión, en el ámbito de sus facultades, dicte instrucciones sobre determinadas políticas a las delegaciones, estas serán ejecutadas bajo la responsabilidad del embajador.
El jefe de Delegación es la autoridad para comprometer y ejecutar los créditos de operaciones que la Unión proyecte en su espacio de competencia, de acuerdo con las normas financieras de la Comisión. Está asimismo facultado para representar a la Unión de manera completa en el país donde se halle acreditado, en particular en las relaciones contractuales y las actuaciones judiciales.
Los embajadores europeos son nombrados por el alto representante con la aprobación del Consejo y previa comparecencia ante la Comisión de Asuntos Exteriores del Parlamento Europeo.

#### Representantes especiales
Los Representantes especiales de la Unión son los enviados diplomáticos de la Unión Europea que el Consejo nombra, con carácter excepcional y a propuesta del Alto Representante para Asuntos Exteriores, para el desempeño de misiones especiales y provistos de un mandato político concreto. Si bien es cierto que su demarcación suele corresponderse con regiones determinadas, lo cierto es que no se trata de un requisito necesario. De acuerdo con el Tratado de la Unión, las Representaciones especiales se integran en la estructura del Servicio Europeo de Acción Exterior y se encuentran bajo la autoridad directa del Alto Representante.
Si bien la perspectiva de la entrada en funcionamiento del Servicio Exterior ha obligado a replantear la estructura de estas Representaciones especiales, a día de hoy permanece activa la configuración diseñada bajo el mandato del alto representante Javier Solana. De acuerdo con la misma, existen diez Representantes especiales de la Unión, de entre los cuales destacan, por su peso político y su relevancia internacional, los enviados para el conflicto en Oriente Próximo, Bosnia-Herzegovina, Kósovo y Afganistán. Se ha criticado en ocasiones la sobrerrepresentación diplomática de carácter especial en la región de los Balcanes.

### Personal
De acuerdo con el Tratado de Funcionamiento, el servicio exterior estará compuesto por funcionarios de los servicios competentes de la Secretaría General del Consejo y de la Comisión y por personal en comisión de servicios de los servicios diplomáticos nacionales. La Decisión del Consejo ha precisado este mandato constitucional y estrechado sus márgenes, de manera que el total del personal del SEAE de procedencia comunitaria o permanentes -de la Comisión y de la Secretaría General del Consejo- constituirán al menos un 60% de la plantilla total del Servicio, y los temporales, agentes nacionales en servicios especiales, no menos de un tercio del total. Desde su incorporación al servicio, no serán lícitas distinciones discriminatorias, ni económicas, ni de derechos u obligaciones, ni de trato, entre los funcionarios del SEAE, sea cual fuere su procedencia. El período de servicio de los agentes nacionales en destino especial no será superior a los ocho años, prorrogables extraordinariamente hasta un máximo de diez.
Esta composición mixta comunitaria-nacional responde a la propia naturaleza híbrida o "sui generis" del Servicio Europeo de Acción Exterior, así como a la voluntad de establecer sinergias de intereses, estratégicas y operativas entre la diplomacia comunitaria y las nacionales. Ordenándose a dicho objetivo, el Servicio Exterior trabajará en estrecha colaboración con los servicios diplomáticos de los Estados miembros.
La selección del personal, además de cumplir con el requisito legal de las cuotas antedichas, deberá procurar un equilibrio geográfico adecuado, garantizando una presencia significativa de los nacionales de todos los Estados miembros, y un reparto equitativo entre mujeres y hombres. El criterio fundamental a seguir será el mérito personal. Los órganos en los que el régimen aplicable a otros agentes de la Unión delega el ejercicio de esta tarea se encomiendan, en el ámbito del servicio exterior, al Alto Representante, sin perjuicio de que este pueda delegarlo en otros órganos internos.
El personal del SEAE, sea cual sea su procedencia, actuará siempre en interés europeo, y su disciplina jerárquica y dependencia orgánica y funcional será de manera única y excluyente la que a sus miembros corresponda como tal, esto es, la de la Unión Europea y en ningún caso la de sus Estados de origen. Deberán conducirse de acuerdo con el principio de lealtad comunitaria. La administración central y periférica del servicio exterior promoverá y facilitará la movilidad interna de los funcionarios del Servicio, garantizando la alternancia de los destinos interiores con los del extranjero.
El desarrollo de todas estas disposiciones deberá ser concretado en un Reglamento sobre personal conforme con el presupuesto de la Unión, y que será aprobado mediante el procedimiento legislativo ordinario.

## Instrumentos de la acción exterior
Para apuntalar la coherencia y la unidad de la acción exterior comunitaria, la Decisión sobre el SEAE ha atribuido funciones específicas de coordinación política general al Alto Representante sobre determinados programas e instrumentos de ayuda y actividad en el exterior, sin perjuicio de la responsabilidad de gestión que corresponda a otros órganos o instituciones. Tal es el caso de los programas de cooperación internacional de la Unión, cuya dirección y administración política y financiera corresponden a la Comisión Europea. Los instrumentos sobre los que el AR está facultado para ejercer una supervisión que garantice una actividad coordinada de la acción exterior comunitaria son:
- el Instrumento de Cooperación al Desarrollo;
- el Fondo Europeo de Desarrollo;
- el Instrumento Europeo para la Democracia y los Derechos Humanos;
- el Instrumento Europeo de Vecindad y Asociación;
- el Instrumento de Cooperación con los Países Industrializados;
- el Instrumento de cooperación en materia de seguridad nuclear;
- el Instrumento de Estabilidad.

En el ámbito de estas herramientas de la acción exterior europea, el servicio exterior contribuye al ciclo de programación y gestión, atendiendo en particular a los criterios políticos generales, preparando además determinadas decisiones que adoptará después el Colegio de Comisarios en el marco de las fases plurianuales estratégicas de los ciclos de programación, a saber:
- el desglose de las dotaciones por país, dentro de los conceptos regionales establecidos globalmente;
- los documentos de estrategia por país, dentro de las líneas estratégicas regionales adoptadas por la Comisión;
- los programas indicativos regionales y nacionales.

Todas estas facultades del SEAE se ejercitarán bajo la supervisión permanente del AR y en estrecha coordinación con las direcciones generales y servicios competentes de la Comisión, siguiendo los procedimientos internos propios de esta institución y contrastando la preparación de los proyectos con el Comisario competente.

## Financiación y presupuesto
De acuerdo con las modificaciones introducidas en el reglamento financiero europeo por el Parlamento Europeo y el Consejo, la financiación del servicio exterior corre a cargo del presupuesto anual de la Unión, que regula una partida específica para el SEAE como si se tratara de una Institución constitucional. Sus cuentas internas se dividen de acuerdo con las políticas ejecutadas, a las que se añade un capítulo de gastos administrativos donde se especifica y se provee la financiación necesaria para el propio funcionamiento del SEAE como organismo, tanto en su dimensión central como en la periférica de las delegaciones exteriores. Para garantizar una buena gestión de los recursos por parte de estas últimas, los embajadores y representantes especiales de la Unión en el extranjero recibirán cursos especiales sobre gestión y normativa financiera europea, y se constituyen en máximos responsables del buen cumplimiento de la misma ante el Alto Representante, la Comisión y el Parlamento. El presupuesto administrativo del SEAE y sus directrices generales son a su vez dirigidos y supervisados por el director general de Operaciones, en la actualidad el diplomático irlandés David O'Sullivan, y en especial ante el director general de Presupuestos y Administración del servicio.
Las modificaciones al presupuesto anual de la Unión para 2010 han previsto una partida de 9,5 millones de euros hasta el año 2011. Se prevé que la puesta en marcha del servicio exterior permita a los Estados miembros aprovechar las sinergias derivadas y las economías de escala que activa el nuevo servicio diplomático, permitiéndoles reducir su presupuesto en acción exterior y gastos diplomáticos. El funcionamiento financiero del Servicio Exterior deberá ser revisado en 2013.

## Control político y financiero

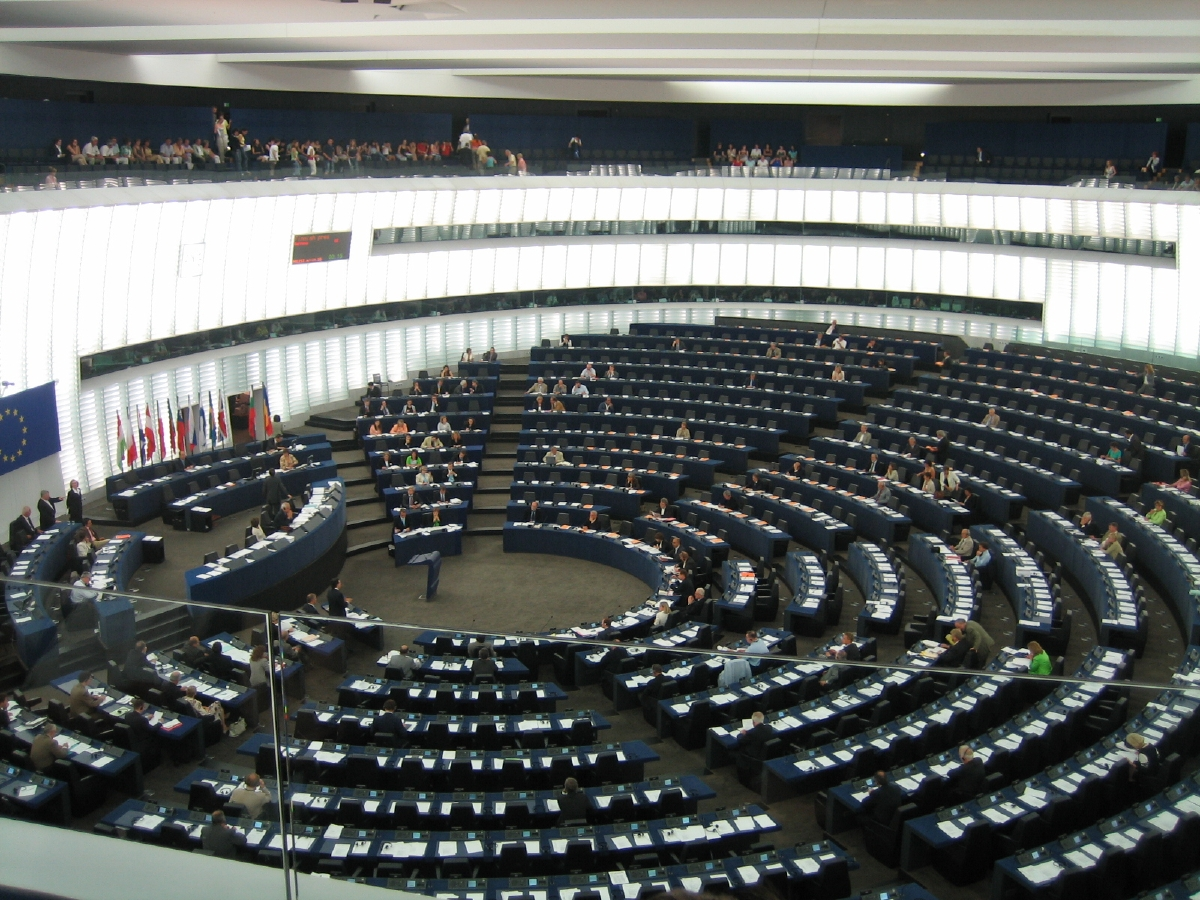
El Parlamento Europeo es una de las principales autoridades de control del SEAE.

El Servicio Exterior ejerce sus atribuciones financieras en el marco del Reglamento financiero general de la Unión. Corresponde el control de las finanzas del SEAE a cuatro instituciones diversas, y en distintas instancias:
- el control político corresponde al Parlamento Europeo y al Consejo, como cámaras legisladoras y autoridades presupuestarias de la Unión (instituciones con sede en Estrasburgo y Bruselas, respectivamente;
- el control auditor corresponde al Tribunal de Cuentas (institución con sede en Luxemburgo)
- el control jurisdiccional se atribuye al Tribunal de Justicia (institución con sede en Luxemburgo)